# Музей BMW
Музей BMW — музей, посвящённый истории BMW, расположенный в Мюнхене, Германия возле здания штаб-квартиры BMW. В музее представлена экспозиция автомобилей и мотоциклов BMW за всю историю марки.

## История
Строительство здания музея BMW было завершено к Олимпиаде 1972 года. В 2004 году был закрыт на реконструкцию (часть экспозиции выставлялась недалеко от музея).
21 июня 2008 года музей был вновь открыт — к помещениям музея добавился новый павильон, который расширил общую площадь музея до 5000 м². Помимо автомобилей и мотоциклов прошлых лет здесь выставлены современные и концептуальные модели BMW.

## Музей BMW в числах
Ежегодно музей посещает более 250 000 человек. Такая сравнительно небольшая посещаемость объясняется практически полным отсутствием рекламы.